# 생방송 아침을 달린다
생방송 아침을 달린다는 KBS 2TV에서 방송했던 아침 교양 프로그램이다.

## 기획 의도
정보의 홍수 속에서 실생활에 적절하고 필요한 정보와 지식, 지혜, 현대 감각의 생활, 문화, 지역 소식 등의 생동감을 전해오는 와이드 정보 모닝쇼 프로그램이다.

## 방송 시간
| 방송 채널 | 방송 기간                         | 방송 요일            | 방송 부차       | 방송 시간                                                                                           |
| --------- | --------------------------------- | -------------------- | --------------- | --------------------------------------------------------------------------------------------------- |
| KBS 2TV   | 1995년 5월 1일 ~ 1995년 9월 2일   | 매주 월요일 ~ 토요일 | 1부 2부 3부 4부 | 아침 6시 ~ 6시 30분 아침 6시 30분 ~ 7시 아침 7시 ~ 7시 30분 아침 7시 30분 ~ 8시 아침 8시 ~ 8시 20분 |
| KBS 2TV   | 1995년 9월 4일 ~ 1996년 3월 2일   | 매주 월요일 ~ 토요일 | 1부 2부 3부     | 아침 6시 30분 ~ 7시 아침 7시 ~ 7시 50분 아침 8시 ~ 8시 25분                                         |
| KBS 2TV   | 1996년 3월 4일 ~ 1996년 5월 11일  | 매주 월요일 ~ 토요일 | 1부 2부 3부     | 아침 6시 30분 ~ 7시 아침 7시 ~ 7시 50분 아침 8시 ~ 8시 35분                                         |
| KBS 2TV   | 1996년 5월 13일 ~ 1996년 6월 29일 | 매주 월요일 ~ 토요일 | 1부 2부 3부     | 아침 6시 30분 ~ 7시 아침 7시 ~ 7시 40분 아침 8시 10분 ~ 8시 40분                                    |
| KBS 2TV   | 1996년 7월 1일 ~ 1996년 10월 12일 | 매주 월요일 ~ 토요일 | 1부 2부 3부     | 아침 6시 ~ 6시 30분 아침 6시 30분 ~ 7시 30분 아침 7시 40분 ~ 8시 30분                               |
| KBS 2TV   | 1996년 10월 14일 ~ 1997년 3월 1일 | 매주 월요일 ~ 토요일 | 1부 2부 3부     | 아침 6시 ~ 6시 30분 아침 6시 30분 ~ 7시 30분 아침 7시 30분 ~ 8시                                    |

## 역대 진행자
역대 진행자는 다음과 같다.
아침을 달린다 진행자(평일)
- 송지헌
- 김병찬
- 성세정
- 조민희
- 이한숙
- 진양혜
- 장은영
- 임성민
- 박상아
- 궁선영
- 오유경

## 코너 구성
- 뉴스
- 화제의 인물, 현장
- 명장의 명요리
- 한국의 야생화
- 그리스 문화기행
- 안전운전 365일
- 지역 화제

## 제공 시보(오전 8시)
- 삼성물산 래미안 (1996년)